# Amaca

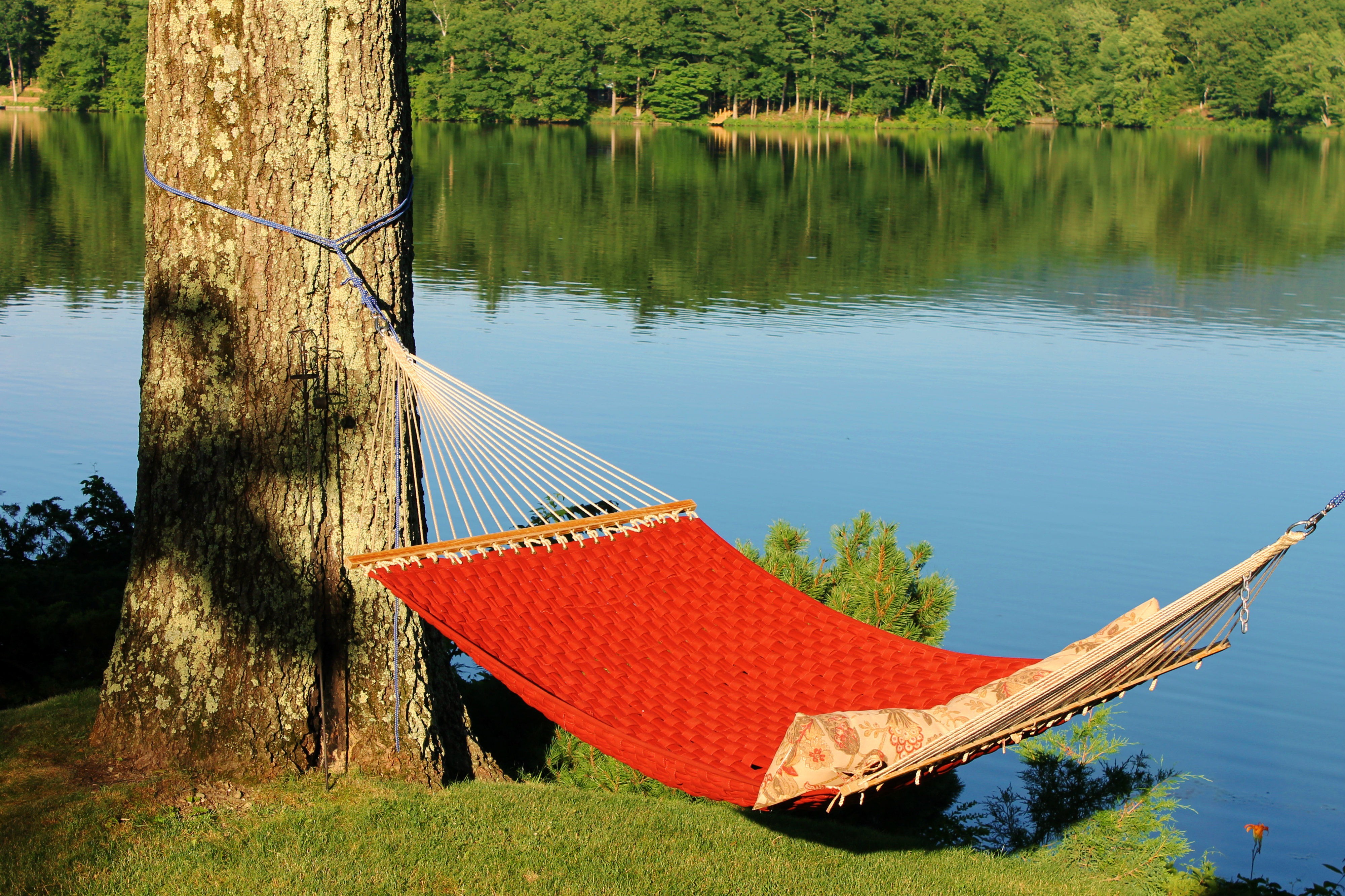
Amaca da giardino

L'amaca (IPA: [aˈmaːka]) è una forma primordiale di giaciglio utilizzata per dormire o riposarsi.
Le origini dell'amaca non sono note. Un'amaca è illustrata nel Salterio di Luttrell (1320/1340). L'uso dell'amaca sulle navi fu introdotto per la prima volta da Cristoforo Colombo, eliminando così l'abitudine dei marinai di dormire per terra.

## Funzionamento e tipologie
È solitamente costituita di un panno o di una rete di corda o cordicella tenuta sospesa fra due ancoraggi. Ne esistono di diversi tipi e dimensioni, costruiti con diversi materiali. Alcuni tipi prevedono dei supporti di legno come distanziatori.

## Etimologia
La parola amaca deriva, attraverso lo spagnolo, da una parola Arawak della cultura Taíno che significa "tratto di stoffa" dalla radice Arawak -maka. L'origine amerindia della parola è stata spesso oscurata nelle fonti in lingua inglese dalla fine del XVIII secolo in poi. Samuel Johnson affermò che fosse di origine sassone, ma la sua etimologia fu presto smentita. Hamaka è stato significativamente trasformato nel moderno tedesco Hängematte, svedese Hängmatta e olandese Hangmat, e calcato dallo svedese al finlandese riippumatto (letteralmente stuoia appesa).

## Storia

### Europa
Alcuni autori del XIX secolo attribuirono l'invenzione dell'amaca al politico ateniese Alcibiade. Ciò è stato dedotto da Plutarco, che scrisse che Alcibiade aveva il letto della sua cambusa appeso a delle corde, ma non lo descrisse specificamente come una rete o un'imbracatura. Altri scrittori antichi menzionano l'uso di letti sospesi per migliorare il sonno o la salute senza fornire dettagli sulla loro modalità di sospensione.
L'Esateuco in inglese antico dell'XI secolo mostra il biblico Giuseppe, promosso a "secondo carro" del faraone (cioè secondo in comando), in un semplice tipo di veicolo, il cui corpo sembra essere un'amaca di stoffa. Il pezzo è sospeso su due ganci attaccati a due montanti opposti che si alzano dal telaio. Il motivo dell'amaca è ripetuto nel manoscritto in una serie di miniature sempre più astratte, lasciando aperta l'interpretazione se l'artista avesse in mente una lettiga amaca su ruote o una rudimentale carrozza con sospensione flessibile.

L'amaca riappare in forma inequivocabile in un'altra fonte inglese medievale, il Salterio di Luttrell (datato al 1330 circa), dove si è sviluppata fino a diventare un normale letto sospeso. L'imbracatura termina in due nodi di corda che anticipano gli anelli dell'amaca navale. Come il primo esemplare navale conosciuto il tessuto è in tela e non fatto con le reti che gli spagnoli incontrarono in seguito nel Nuovo Mondo. Lo storico della tecnologia olandese André Sleeswyk sostiene che potrebbe essere stato questo tipo inglese a diffondersi alla fine nelle marine europee nonostante la parola amaca in seguito adottato dalle Americhe:
Può essere significativo che nella prima menzione ufficiale delle amache nella Royal Navy del 1597 non siano indicate con quel nome, ma come "cabine o letti sospesi". L'amaca di tela medievale potrebbe essere stata un'invenzione inglese che non era conosciuta nel continente quando Colombo fece il suo viaggio. Nel corso del XVII secolo il suo uso si diffuse nelle marine dell'Europa occidentale, e alla fine le fu dato lo stesso nome dell'amaca caraibica di rete che arrivò in Europa al ritorno di Colombo. 

### Nuovo Mondo
I coloni spagnoli notarono l'uso dell'amaca da parte dei nativi americani, in particolare nelle Indie occidentali, al tempo della conquista spagnola.

Colombo, nel racconto del suo primo viaggio, dice: 
"Un gran numero di indiani in canoa sono venuti oggi alla nave allo scopo di barattare il loro cotone e hamacas, o reti, in cui dormono". 
Ha osservato inoltre l'uso diffuso delle amache durante i suoi viaggi tra il popolo Taino alle Bahamas.
Le prime amache erano tessute con la corteccia degli alberi e in seguito questo materiale fu sostituito dalle fibre di sisal perché era più abbondante. Uno dei motivi per cui le amache sono diventate popolari nell'America centrale e meridionale è stata la loro capacità di fornire sicurezza dalla trasmissione di malattie, punture di insetti o morsi di animali. Sospendendo i loro letti fuori terra, gli abitanti erano protetti meglio da serpenti, formiche mordaci e altre creature dannose.

### Navale
Intorno al 1590 furono adottate le amache per l'uso sui velieri; la Royal Navy adottò formalmente l'amaca sospesa da terra nel 1597 quando ordinò trecento bulloni di tela per "cabine o letti sospesi". A bordo delle navi, le amache venivano regolarmente impiegate per i marinai che dormivano sui ponti delle navi da guerra, dove lo spazio limitato impediva l'installazione di letti a castello permanenti. Se opportunamente imballate, potevano essere utilizzate anche come dispositivi di galleggiamento di emergenza. Molti marinai della Royal Navy, almeno durante il 1590, usavano una barra di sollevamento: un pezzo di legno con un taglio a V a ciascuna estremità per agganciare la seconda corda dell'amaca su ciascun lato. La prima corda era montata più stretta delle altre in modo da sollevare un labbro protettivo lungo ciascun lato per tenere fuori le correnti d'aria e impedire che la persona distesa sull'amaca venisse buttata fuori. È stato inoltre realizzato uno stretto materasso che proteggeva l'utente dal freddo dal basso. Inoltre le amache navali potevano essere arrotolate saldamente e stivate in un luogo fuori mano o in reti lungo il trincarino come protezione aggiuntiva durante la battaglia (come avveniva durante l'era della vela, ossia un periodo che durò al più tardi dalla metà del XVI alla metà del XIX secolo, in cui culminò il predominio dei velieri nel commercio globale e nella guerra). Molti marinai si erano così abituati a questo modo di dormire che durante le pause dai viaggi portavano a terra le loro amache. L'uso navale delle amache è continuato nel XX secolo. Durante la seconda guerra mondiale, le navi da truppa a volte impiegavano amache sia per i rating navali (ossia giovani marinai arruolati che non sono marescialli o ufficiali incaricati) sia per i soldati al fine di aumentare lo spazio disponibile e la capacità di trasporto delle truppe. Molti velisti ancora oggi preferiscono le amache alle cuccette per il miglior comfort durante il sonno in alto mare.

### Messico e Maya
In Messico, le amache sono prodotte nei villaggi che circondano la capitale dello Yucatán, Mérida, e sono vendute in tutto il mondo oltre che a livello locale. Non facevano parte della civiltà Maya dell'era classica; si diceva che fossero arrivati nello Yucatán dai Caraibi meno di due secoli prima della conquista spagnola. Oltre alla corteccia e al sisal, le amache erano costruite con vari materiali, comprese le fronde di palma. La qualità delle amache native e moderne dipende in gran parte dalla qualità del materiale, dal filo e dal numero di fili utilizzati. Le amache Maya sono realizzate su telaio e sono tessute a mano da uomini, donne e bambini. Le amache sono così simbolicamente e culturalmente importanti per gli Yucatani che anche le case più umili hanno ganci per amache nelle pareti.

### El Salvador
La valle in cui si trova la città di San Salvador è soprannominata "La valle delle amache" perché i nativi americani usavano le amache per "respingere" i continui terremoti. Successivamente, gli spagnoli colonizzatori usarono il termine come allusione ai terremoti che scuotevano costantemente la valle come un'amaca. Le amache sono una parte importante della cultura salvadoregna e sono spesso utilizzate per i sonnellini pomeridiani. È del tutto socialmente accettabile sdraiarsi su un'amaca tutto il giorno in questo Paese centroamericano. Le amache oscillano dalle porte, all'interno dei salotti, sui portici, nei cortili all'aperto e sugli alberi, in tutte le classi sociali delle case salvadoregne, dalla più umile casa rurale alle più prestigiose catene alberghiere cittadine. Nelle zone rurali di El Salvador, una casa familiare può avere più amache appese nella stanza principale, da utilizzare come posti a sedere, come letti o come dondoli per i bambini. Il comune di "Concepcion Quezaltepeque" celebra il suo tradizionale Festival delle amache, dove gli artigiani producono e vendono amache, ogni anno tra il primo e il secondo fine settimana di novembre.

### Venezuela
I pannelli dell'amaca venezuelana sono sempre stati realizzati in materiale traspirante, necessario per prevenire l'insorgenza di infezioni fungine causate dalla pioggia costante e dall'elevata umidità. Alla fine è stata aggiunta una zanzariera fine per fornire una protezione più completa da zanzare, mosche e insetti striscianti, specialmente nelle regioni note per le infestazioni di malaria o di vermi. È possibile aggiungere un lenzuolo superiore impermeabile o un telo antipioggia per proteggere l'occupante dall'inzuppamento dovuto a forti piogge notturne, insieme a corde a goccia – brevi pezzi di spago legati alle corde di sospensione – per evitare che l'acqua piovana scorra dal tronco dell'albero lungo le corde dell'amaca fino all'amaca stessa. Un pannello inferiore traspirante in falso cotone (in seguito nylon) veniva spesso aggiunto a queste amache della giungla, consentendo il passaggio dell'aria pur prevenendo le punture di zanzara all'occupante.

### Amaca della giungla
L'amaca venezuelana, modificata, alla fine divenne nota come amaca della giungla. Semplicemente inumidendo le corde di sospensione dell'amaca con insetticidi o repellenti, l'amaca della giungla proteggeva persino dagli insetti striscianti.
L'esercito degli Stati Uniti alla fine adottò la propria versione dell'amaca della giungla, completa di zanzariera antipioggia per l'uso da parte delle forze statunitensi e alleate nelle regioni della giungla tropicale come la Birmania durante la seconda guerra mondiale. Sebbene inizialmente riluttante ad accettare l'idea che i suoi uomini dormissero sulle amache, il Corpo dei Marines degli Stati Uniti in seguito impiegò amache nella giungla nella Nuova Britannia e successivamente nelle campagne delle isole del Pacifico dove prevalevano forti piogge e insetti; le preoccupazioni per le ferite causate da mitragliatrice e fuoco di artiglieria furono superate scavando prima una trincea, quindi picchettando le linee di supporto dell'amaca per sospenderla sotto il livello del suolo.
Successivamente le amache dell'esercito americano emesse durante la guerra del Vietnam, come la M1966 Jungle Hammock, furono erroneamente dotate di pannelli inferiori impermeabili, che spesso si riempivano d'acqua durante la notte. Dall'altro lato, le forze dell'Esercito del Vietnam del Nord (NVA) e dei Viet Cong (VC) impiegavano regolarmente amache della giungla fabbricate da tessuti per paracadutisti statunitensi recuperati o catturati e linee di sudario. Appese correttamente ai sentieri della giungla, le amache limitavano l'incidenza di malattie e malattie, che i comandanti della NVA generalmente consideravano una minaccia maggiore rispetto alle ferite da schegge causate dal dormire fuori terra.
Dopo la guerra del Vietnam, l'uso delle amache è diventato popolare in Vietnam tra i civili, poiché essi hanno imparato dai soldati americani a fabbricare amache e a dormirci sopra. Molti paracadute usati sono stati riciclati in amache e sono emersi anche stili locali.

### India
Le amache da soffitto per bambini sono tradizionali nel Sud dell'India. Il tessuto utilizzato è il sari intrecciato di 5 metri, che è abbastanza lungo da essere appeso in alto, ma abbastanza basso da essere sicuro per i più piccoli. Il materiale leggero consente la traspirazione e il raffreddamento nel clima caldo originario di questa regione.

### Missioni con equipaggio lunare
Le amache sono state impiegate anche su veicoli spaziali.
I primi due uomini a camminare sulla Luna, gli astronauti dell'Apollo 11 Neil Armstrong e Buzz Aldrin, hanno trascorso i loro periodi di riposo sul pavimento del modulo lunare dell'Apollo e hanno riferito di avere avuto troppo freddo per dormire comodamente.
Durante il programma Apollo, dall'Apollo 12 in poi, il modulo lunare era dotato di amache per il comandante e il pilota. A partire da tale missione, sono state fornite amache progettate per essere attaccate all'interno dello stadio di salita del modulo lunare. Hanno contribuito a ridurre gli effetti di raffreddamento del contatto con il pavimento della cabina, nonché un supporto più morbido. Hanno permesso agli astronauti delle ultime missioni di trascorrere intere notti di sonno sulla Luna.

## Uso in epoca moderna
Attualmente è disponibile un'ampia varietà di amache. Ci sono amache progettate specificamente per lo zaino in spalla e includono zanzariere insieme a tasche per la conservazione notturna. Ci sono amache realizzate in materiale sottile e leggero che le rende ideali per le gite di un giorno. Altre amache includono metallo o legno che sostengono l'amaca stessa. Dato che le amache hanno generalmente lunghezze simili per adattarsi all'altezza media di un adulto, la maggior parte dei supporti per amache ha un design universale, tipicamente caratterizzato da una barra di sollevamento che corre lungo il terreno, piedini per la stabilità a ciascuna estremità e un braccio diagonale a ciascuna estremità per fornire due punti di sospensione. Anche se di solito vengono acquistati già pronti, è anche possibile creare la propria amaca.
Le amache sono molto popolari nella regione del Nord-est brasiliano, ma non solo come dispositivi per dormire: nelle zone più povere del sertão, se non c'è un cimitero in un insediamento, le amache possono essere utilizzate per trasportare i morti in un luogo dove ce n'è uno; inoltre, spesso servono come alternativa a basso costo alle bare. Questa usanza ha ispirato il dipinto di Candido Portinari del 1944 Enterro na Rede ("Sepoltura nell'amaca"). Tradizionalmente i marinai morti in mare venivano seppelliti in mare nelle loro amache.
La ricerca medica suggerisce che il delicato movimento oscillante dell'amaca consente agli utenti di addormentarsi più velocemente e dormire più profondamente rispetto a un tradizionale materasso fisso.

### Stili
Gli attuali stili di amaca popolari includono la barra di sollevamento, maya, brasiliana, navale, nicaraguense, venezuelana (giungla) e amache da viaggio. Ogni stile è distintivo e ha una propria serie di vantaggi e svantaggi. Molte amache sono disponibili in una varietà di colori, modelli e dimensioni che vanno da una persona (250 – 350 libbre/110 – 160 kg) a due o tre persone (400 libbre – 600 libbre/180 – 270 kg). Le dimensioni comuni per le amache non appese rientrano in un intervallo compreso tra 3'/0,9 m a 14'/4,2 m di diametro e tra 6'/1,8 m a 11'/3,3 m di lunghezza.
L'amaca con barra di sollevamento è facilmente riconoscibile dalle barre di legno o di metallo sulla testa e ai piedi dell'amaca, che ne allargano la larghezza e consentono un facile accesso per un uso occasionale, ad esempio in un cortile. Sfortunatamente, le barre di sollevamento rendono anche l'amaca instabile poiché il metacentro dell'amaca durante il sonno è molto alto. Questo stile è generalmente considerato meno stabile e meno comodo per dormire rispetto ad altri stili. Un sottoinsieme di questo stile è l'amaca a barra singola, che utilizza una barra di sollevamento su una sola estremità ed è molto più stabile. Una variazione dell'amaca con barra di sollevamento singola ha tre punti di attacco, uno a ciascun angolo della barra di sollevamento e uno all'estremità della barra non di diffusione, ed è quasi impercettibile.
Mentre i vari stili di amache disponibili oggi sono simili nella forma, differiscono in modo significativo nei materiali, nello scopo e nella costruzione.
Le amache maya e nicaraguensi sono realizzate con corde di cotone o nylon, tessute per formare una rete di supporto. Le amache maya hanno una trama più morbida rispetto alle amache nicaraguensi e il supporto del "letto" dell'amaca dipende dal numero di corde e dalla qualità della trama.
Le amache brasiliane sono realizzate in tessuto di cotone e di solito sono più resistenti delle varietà di corde. Mentre le amache maya e nicaraguensi sono considerate da alcuni potenzialmente più comode, il comfort dell'amaca brasiliana dipende meno dalla sua costruzione e quindi è meno probabile che vari molto da produttore a produttore.
Le amache navali sono generalmente realizzate in tela o cotone resistente. Sono progettate per essere durevoli e sopportare bene le difficoltà dell'uso a bordo della nave. Di solito sono semplici e non decorate ma robuste. Le amache venezuelane o della giungla prodotte oggi sono generalmente in nylon o poliestere traspirante e utilizzano dacron o simili linee di sospensione non elastiche. Sono amache "in linea"; come le vecchie amache navali di tela; l'occupante dorme per tutta la lunghezza dell'amaca, piuttosto che attraverso di essa. Con i loro falsi fondi traspiranti, le stringhe a goccia, la rete per flebotomi e il parapioggia opzionale, sono una delle amache più sicure non solo contro l'ingresso di acqua, ma anche contro punture o morsi di insetti.
Le amache da viaggio o da campeggio sono popolari tra campeggiatori, escursionisti e appassionati di vela senza lasciare traccia e ultraleggeri per il loro ridotto impatto sull'ambiente e la loro leggerezza e mancanza di ingombro rispetto alle tende. Sono tipicamente realizzati in robusto tessuto per paracadute in nylon che può utilizzare tecniche ripstop per migliorare la durata. Alcune amache sono dotate di zanzariera e tasche portaoggetti. Alcuni tipi offrono una "cresta" per facilitare l'installazione e possono anche includere una fessura per l'ingresso attraverso il fondo dell'amaca. Speciali cinghie in tessuto (chiamate "treehugger") vengono utilizzate per avvolgere gli alberi al fine di creare punti di attacco per l'amaca.

### Configurazione e utilizzo
Per gli stili senza barra di sollevamento, il modo in cui le amache sono appese è fondamentale per il comfort. Generalmente, si preferisce un punto di attacco più alto e una lunghezza sufficiente tra i punti, sebbene queste due dimensioni possano essere regolate per compensare una mancanza nell'uno o nell'altro. L'angolo ottimale delle linee di fissaggio al palo/muro/albero è solitamente di circa 30 gradi. Le amache possono essere fissate ai punti di ancoraggio utilizzando una varietà di sistemi di sospensione, comprese corde e cinghie.
Sebbene ci si possa sdraiare su un'amaca nel senso della lunghezza o della larghezza, la maggior parte delle amache è meglio utilizzata con una posizione diagonale, in quanto offre più spazio e supporto. Gli utenti con dolori alla schiena e alle articolazioni spesso segnalano un certo sollievo da questi problemi quando dormono su un'amaca in questo modo.

## Galleria d'immagini

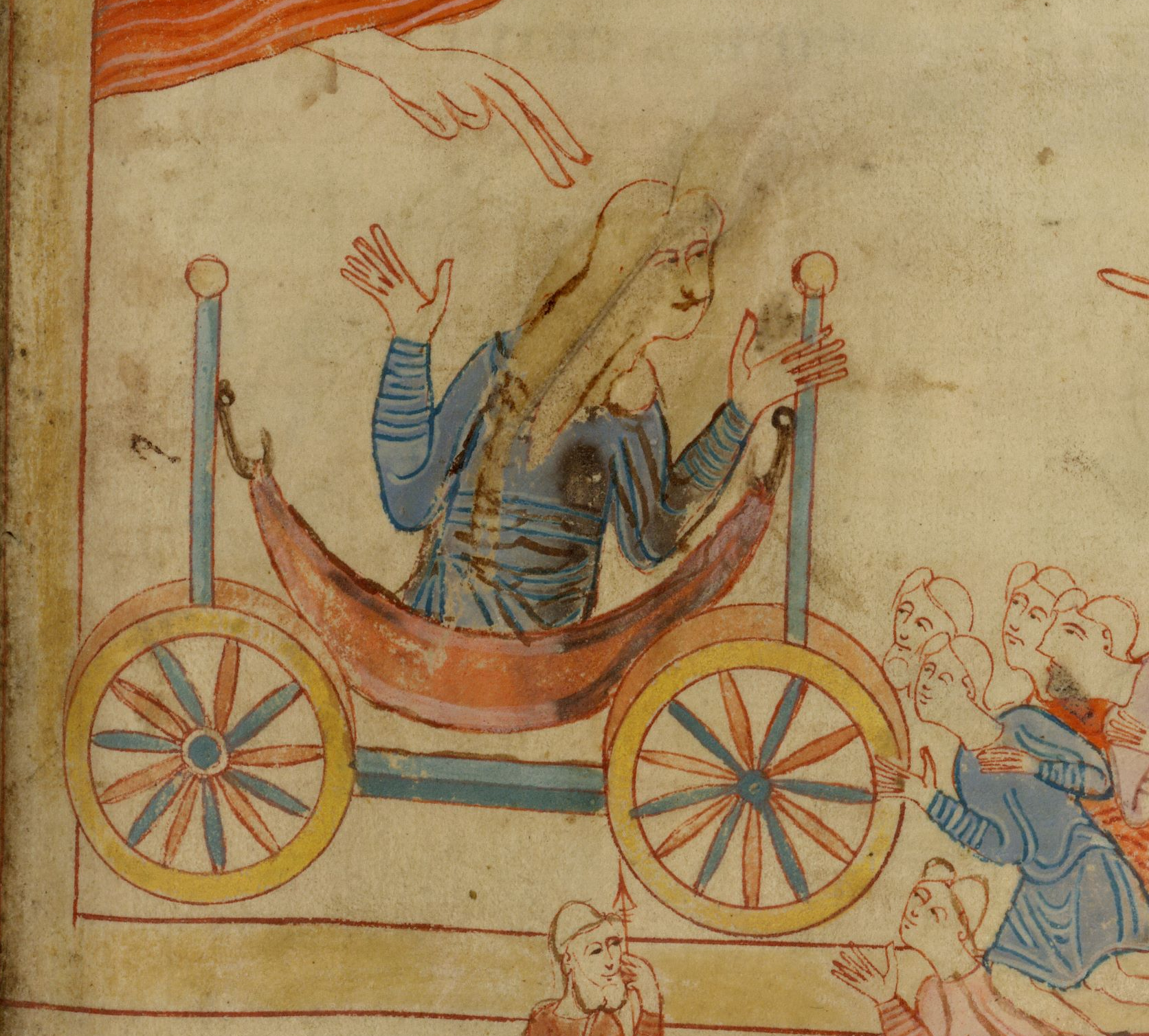
Giuseppe su un'amaca su ruote (Esateuco, XI secolo)
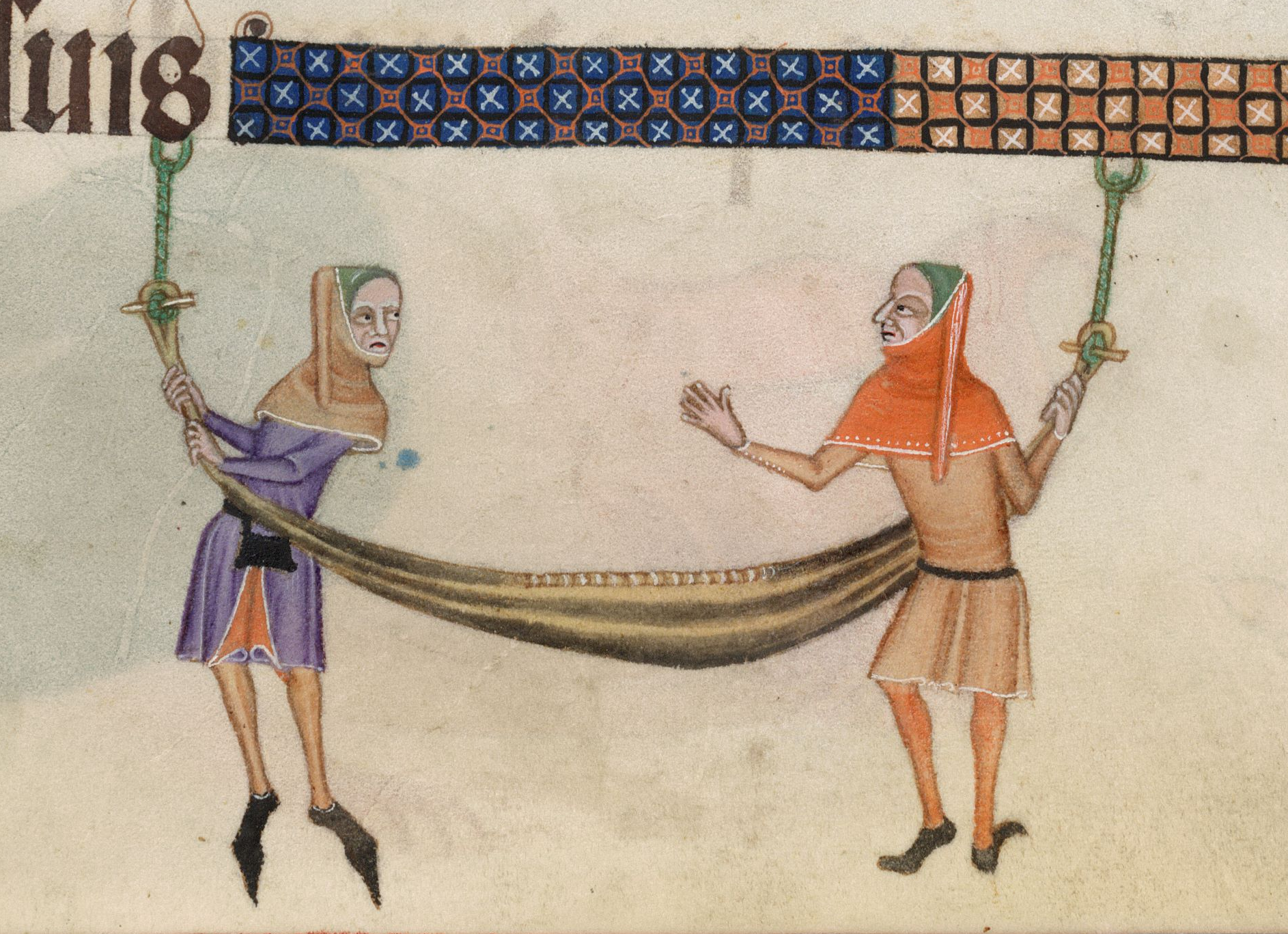
Amaca nel Salterio di Luttrell (1330 circa)
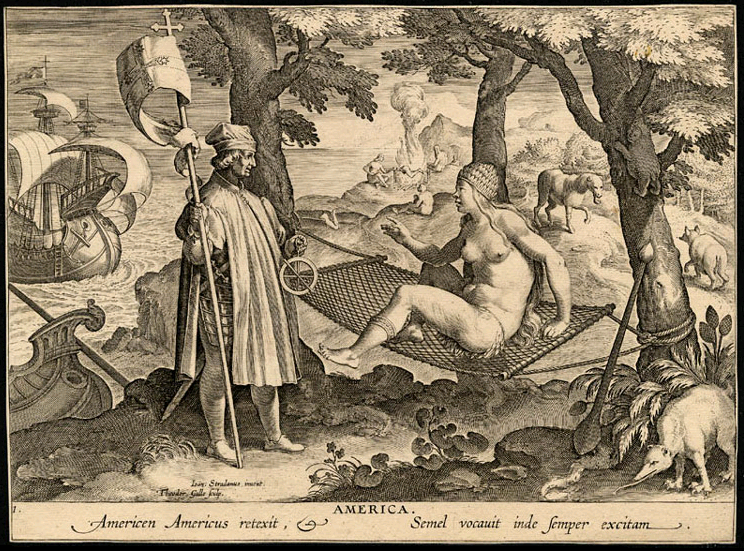
L'amaca come icona dell'America stessa: incisione di Theodor Galle dopo Stradanus, 1630 circa
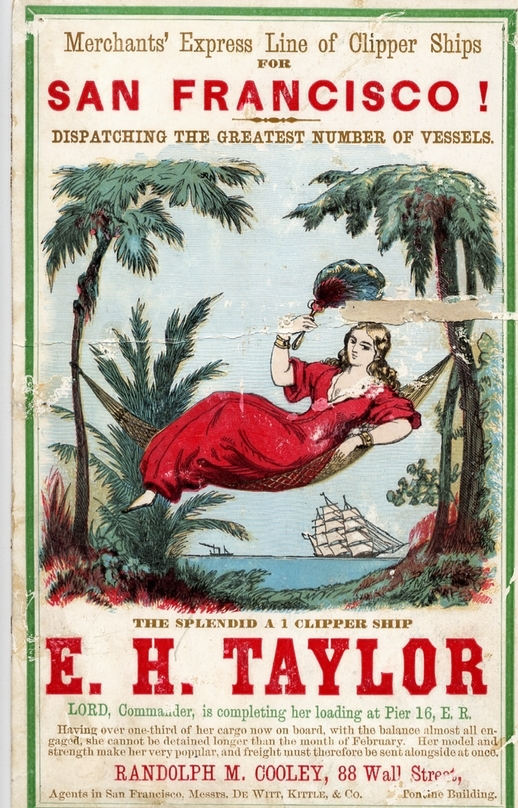
Illustrazione di un'amaca, 1855
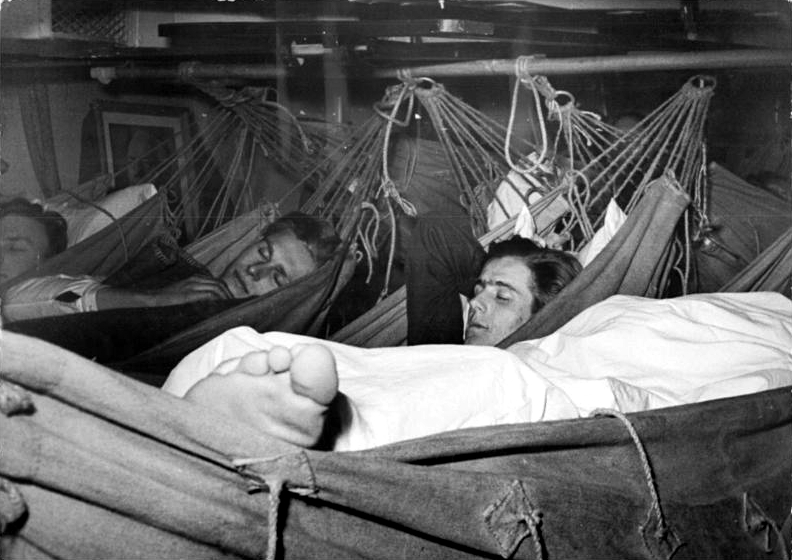
Equipaggio della nave scuola della Germania dell'Est sulle amache, 1951
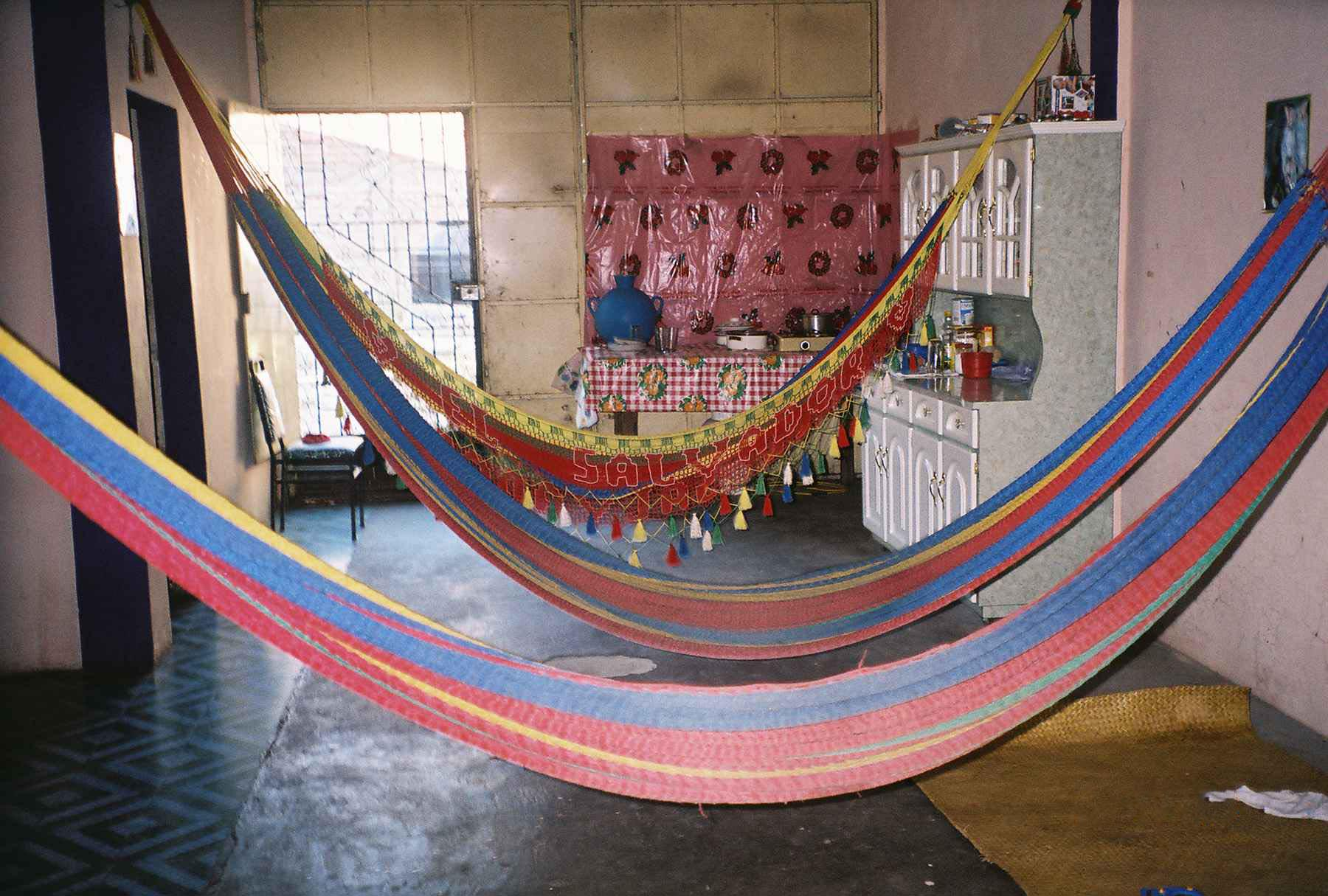
Tre amache salvadoregne in filo sintetico (hamacas) appese all'interno di un soggiorno nel dipartimento di Morazán, El Salvador
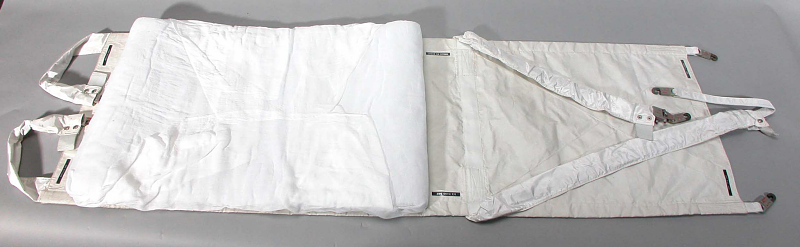
Amaca non volata del modulo lunare Apollo al National Air and Space Museum
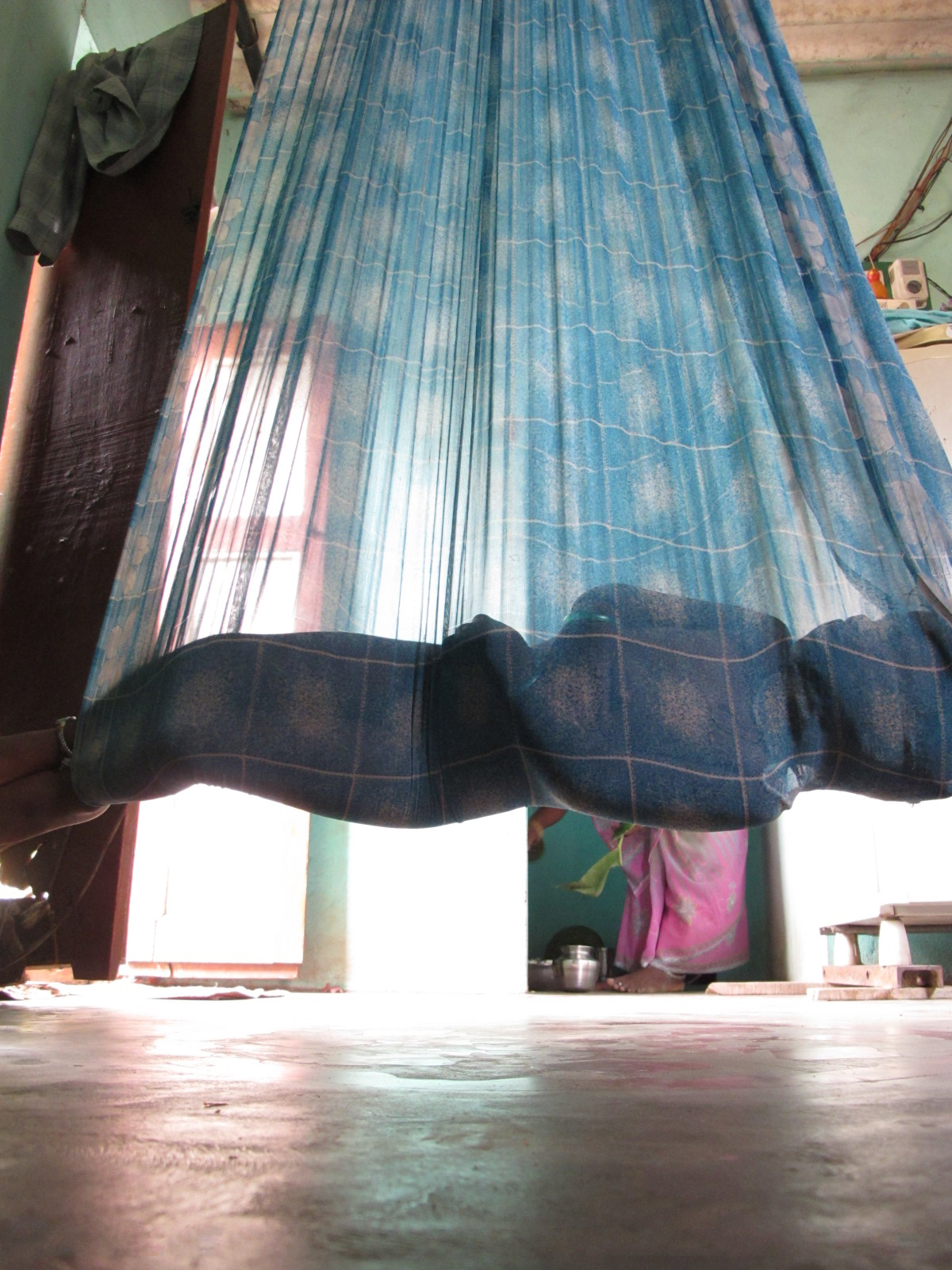
Amaca nel Tamil Nadu, India
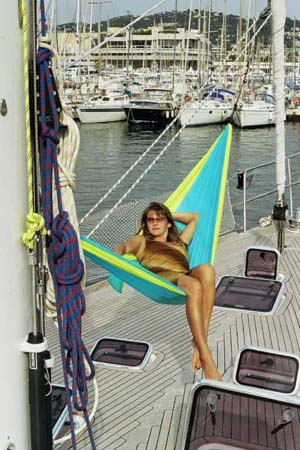
Uso di un'amaca con un posizionamento diagonale del corpo